# Maria Mena
Maria Mena er en norsk sangerinde. Den 19. marts 2004 optrådte Maria Mena i The Late Show with David Letterman.
Hun er født i Oslo og hun voksede op på "Grünerløkka og Sagene og Holmlia" (i Oslo).

## Diskografi

### Album
- Another Phase (2002)
- Mellow (2004)
- White Turns Blue (2004)
- Apparently Unaffected (2005)
- Viktoria (2011)

### Singler
- My Lullaby (2002)
- You're the Only One (2004)
- Miss You Love (2005)
- Just Hold Me
- Our Battles (2007)